# رایس لیک (حوزه سرشماری)، مینه‌سوتا
رایس لیک (به انگلیسی: Rice Lake) یک منطقهٔ مسکونی در ایالات متحده آمریکا است که در لاپرایری تاونشیپ واقع شده‌است. رایس لیک ۲۷٫۷ کیلومتر مربع مساحت و ۲۳۵ نفر جمعیت دارد و ۴۵۲ متر بالاتر از سطح دریا واقع شده‌است.